# رواة الشعر
رواة الشعر هم جماعة تفرَّغوا لنقل الشعر بالرواية والمشافهة، واشتهروا في العصر الجاهلي وأوائل العصر الإسلامي. وينبغي التمييز بينهم وبين رواة الحديث.

## الجاهلية
من المعروف أن عرب الجاهلية كانوا أُميين ولذلك لم يكتبوا أشعارهم إلا ما قِيل من كتابتهم للمعلقات. ولكنَّ الشاعر الجاهليَّ كان إذا اشتهر اتخذ له راوية يحفظ أشعاره ويرويها ويذيعها فكان الراوية بمثابة الديوان. وكان الراوية في الغالب تلميذًا للشاعر يتعلّم عنه طريقته في الشعر، فيروى أن زهير بن أبي سلمى كان راوية لزوج أمّه أوس بن حجر، وكان كعب بن زهير راويةً لأبيه، وكان الحطيئة راوية لكعب، وكان كثير عزَّةَ راوية لجميل. وظلَّ الشعر ينتقل بالرواية والمشافهة حتى تفرَّغ للشعر جماعةٌ سُمُّوا بالرواة وأشهر الرواة حماد الراوية وخلف الأحمر وأبو عمرو بن العلاء والأصْمَعي والمفضَّل الضبّي. ولكنّ بعض الرواة لم يكونوا ذوي أمانة في النقل فاشتهر بعضهم بانتحال الشعر ونسبته إلى الجاهليين ولا سيما حماد وخلف. وكان الذي حمل الرواة على انتحال الشعر أنه صار تجارة رابحة يتوافد الناس على الرواة لشرائها، وكان الشعر ينتحل أيضًا تلبية لرغبة بعض الأحزاب السياسية، وربما انتحل الشعر تلبية لرغبات بعض علماء اللغة لتأييد مذاهبهم أو لتسلية الخلفاء؛ ولهذا كان لابدّ لدارس الأدب الجاهلي من أن يكون حذرًا وأن يتخ من الشعر ما يطمئن إلى صحته. وأشهر الكتب التي جمع فيها الشعر الجاهلي «الأصمعيّات» للأصمعي، و «المفضليّات» للمفضل الضَّبِّي، و «طبقات فحول الشعراء» لمحمد بن سلاَّم الجمحي..

## المؤسسة
ربما كان الراوي مهنة أو شبه مهنة، رغم أنه كان غالبًا ما يشغلها أحد أقارب الشاعر. كان دور الراوي هو حفظ أبيات الشاعر وإلقائها علنًا، وخاصة أثناء المعارض السنوية في شبه الجزيرة العربية، ونقلها إلى الجيل التالي. كانت المؤسسة بمثابة الأداة الرئيسة للحفاظ على الشعر الجاهلي. ومن المرجح أن عمليات النقل في القرن السادس، وخاصة بين شعراء البدو، كانت شفوية، رغم أن الراوي والشعراء العاملين في بلاط المناذرة في الحيرة والغساسنة في الشام ربما كتبوا شعرهم.
خلال الفترة الأموية المبكرة (661-750)، سُجِّلَت أول مجلدات الشعر وهي المعلقات، في شكل مكتوب. ومن المعروف أن الشاعرين البارزين الفرزدق وجرير كانا يمليان أبياتهما على الراوي، مما يشير إلى أن الكتابة ساعدت في البداية على النقل الشفهي حتى حلت محلها في النهاية. في أوائل العصر العباسي (750-1258) كان الشعر البدوي يُجمع بشكل منهجي من قبل رواة متطورين، كانوا يسجلون الشعر الذي يمتلكونه ويحفظونه لإلقائه أيضًا. كانوا يجمعون قصائدهم من البدو ويسألون عنها للتحقق من صحتها. كان يُطلق على رواة البدو أيضًا اسم الرواة. تشير المؤرخة ريناتي جاكوبي إلى عمليات النقل في العصر الإسلامي المبكر، "من المفترض أن مصطلح الرواة/الرواية كان يُطبق، طالما أن الحفظ عن ظهر قلب وتلاوة الأبيات لا يزال يلعب دورًا، حتى لو كان هامشيًا، في النقل الشعري".